# Oxamid
Oxamid, auch Oxalsäurediamid, ist das Diamid der Oxalsäure.
Der hohe Schmelzpunkt kann durch starke Wasserstoffbrückenbindungen im Feststoff erklärt werden.

## Herstellung
Oxamid lässt sich auf folgende Arten herstellen:
- Hydrolyse von Dicyan
- partielle Oxidation von Blausäure mit
  - Sauerstoff in Gegenwart von Kupfer(II)-nitrat (Hoechst) oder
  - Wasserstoffperoxid[4]

{\displaystyle \mathrm {HCN\ +\ H_{2}O_{2}\longrightarrow \ (CONH_{2})_{2}} }
- Ammonolyse von Dialkyloxalaten (nach Ube)

## Verwendung
- Düngemittelersatz für Harnstoff, da es wegen der schweren Löslichkeit in Wasser und langsamen Hydrolyse nur allmählich Stickstoff abgibt (Hauptanwendung)
- Stabilisator in Cellulosenitrat (Schießbaumwolle)
- Moderator bei der Verbrennung in Raketenantrieben mit Ammoniumperchloratgemischen